# Giovanni Zamboni
Giovanni Zamboni (* nach 1650 in Rom; † nach 1713 in Pisa) war ein italienischer Komponist und Lautenist.

## Leben
Giovanni Zamboni war vor allem als Instrumentalist bekannt, er beherrschte Theorbe, Laute, Mandola, Mandoline und Cembalo, von 1701 bis 1713 war er als Kontrabassist am Dom von Pisa tätig. Er ist als ausgezeichneter Kontrapunktiker bekannt. Insofern keine Verwechslung vorliegt, übte  er auch den Beruf des Edelsteinschneiders aus.
Seine Werke spiegeln genau diese beiden Schwerpunkte seines Schaffens wider. Die Madrigali sind in großer kontrapunktischer Fertigkeit geschrieben, die Sonate d'intavolatura di leuto, für 14-chörige  Barocklaute komponiert, fordern vom Ausführenden hohe Virtuosität.
Vier seiner Werke wurden 1731 in einem Katalog des Wiener Kopisten und Verlegers Johann Peter van Ghelen geführt, was auf die Beliebtheit seiner Werke außerhalb Italiens deutet.

## Werk
- 11 „Sonate d’intavolatura di leuto“ op. 1, Lucca 1718, Marescandoli;
- 24 Madrigali a 4 v. e Bc., hs. in einem Cod. des 18. Jh. in Bologna, Biblioteca del Cons.